# Ptychoglene sanguineola
Ptychoglene sanguineola là một loài bướm đêm thuộc phân họ Arctiinae, họ Erebidae.